# Kháng Cách

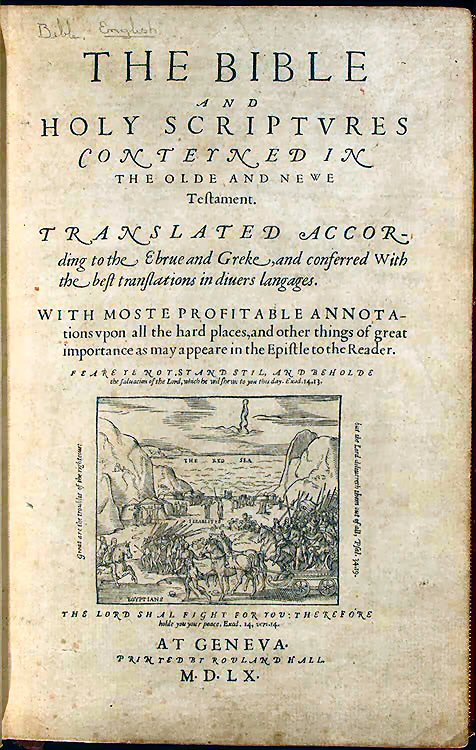
Ấn bản Kinh Thánh Geneva năm 1560.

Kháng cách hay còn gọi là Tin Lành, là một nhánh của Kitô giáo (Cơ Đốc giáo, Thiên Chúa giáo), với số lượng tín hữu hơn 900 triệu trên toàn thế giới. Kháng Cách thường được dùng để chỉ một cộng đồng các giáo hội khởi phát từ cuộc cải cách tôn giáo, bắt đầu vào thế kỷ 16 bởi Martin Luther. Trong khi đó tại Châu Âu, nhiều người có quan điểm tương tự như của Luther cũng bắt đầu tách khỏi Công giáo và thành lập các giáo phái khác nhau. Họ được gọi dưới tên chung là Kháng Cách, hay Tân giáo (để phân biệt với Cựu giáo  là Công giáo). Kháng Cách được xem là nằm trong ba nhánh chính của Cơ Đốc giáo, cùng với Công giáo Roma và Chính Thống giáo Đông phương.
Cộng đồng Kháng Cách bao gồm các giáo hội thuộc Cơ Đốc giáo chấp nhận nền thần học của cuộc Cải cách Tin Lành. Nền thần học này từ chối công nhận thẩm quyền của Giáo hoàng, với niềm xác tín rằng chỉ có Kinh Thánh (không phải Truyền thống thánh hoặc quyền giải thích Kinh Thánh dành cho các chức sắc cao cấp của giáo hội) là nguồn chân lý duy nhất, và tin rằng chỉ bởi ân điển của Thiên Chúa mà con người được cứu rỗi. Chức tư tế thuộc về tất cả các tín hữu, những luận điểm chính của thần học Kháng Cách được tóm tắt trong Năm Tín lý Duy nhất.
Thuật từ Protestantismus (Kháng Cách), có gốc từ tiếng Latin protestatio nghĩa là tuyên bố hoặc phản đối, được dùng để chỉ thư kháng nghị của các thân vương (trong đó có tuyển đế hầu) và đại diện các thành phố tự do thuộc Thánh chế La Mã chống lại nghị quyết của Hội nghị Speyer lần thứ hai, nghị quyết này tái khẳng định lập trường của Hội nghị Worms chống lại cuộc Cải cách Tin Lành. Lúc ấy, người ta gọi những người ủng hộ thư kháng nghị và lập trường cải cách là người phản kháng hay kháng nghị. Từ đó, thuật từ Kháng Cách, bao hàm nhiều ý nghĩa khác nhau, được dùng để chỉ Cơ Đốc giáo phương Tây không công nhận thẩm quyền của Giáo hoàng. Trước thời điểm xảy ra kháng nghị vào tháng 4 năm 1529, người ta dùng thuật từ evangelisch (gốc từ tiếng Hy Lạp, mang nghĩa là Phúc Âm hay Tin Lành) để gọi những người theo cuộc cải cách.
Trong ý nghĩa rộng lớn hơn, tên gọi Kháng Cách dùng để chỉ các giáo hội khác nhau, tách khỏi Công giáo do chịu ảnh hưởng của Martin Luther và John Calvin, người khởi xướng và lãnh đạo một cuộc cải cách tôn giáo khác tại Geneve, Thuỵ Sĩ. Bên cạnh đó cũng xuất hiện một số phong trào cải cách khác, thường được gọi là Cải cách triệt để. Trong khi đó nhiều nhóm tôn giáo tách khỏi Công giáo cũng được gán cho nhãn hiệu Kháng Cách dù chính họ cũng phủ nhận mọi liên hệ với Luther, Calvin hay với Công giáo.

## Lịch sử

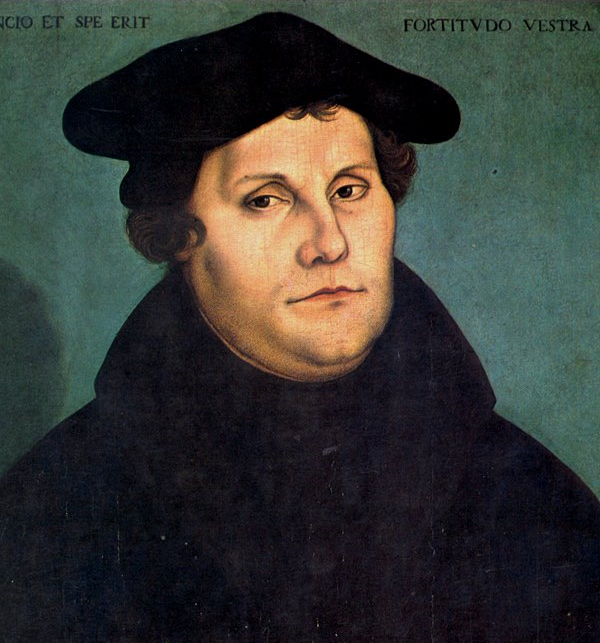
Martin Luther

Phong trào cải cách bùng nổ đột ngột tại nhiều nơi ở Âu Châu, nhưng diễn ra mạnh mẽ nhất tại Đức, nơi cuộc cải cách đã gây ra sự phân hoá sâu sắc giữa các vương hầu đang cai trị các phần lãnh thổ nước này. Tuy nhiên, nguyên nhân của sự bùng nổ này có thể giải thích bởi các biến động xảy ra trong suốt hai thế kỷ trước đó tại Tây Âu.
Mầm mống của sự bất ổn âm ỉ bên trong giáo hội và đế quốc được đẩy lên đỉnh điểm khi xảy ra việc dời ngai Giáo hoàng về Avignon, Pháp (1308-1378) và sự tranh chấp giáo quyền giữa hai triều Giáo hoàng tồn tại song song (1378-1416), gây ra chiến tranh giữa các vương hầu, các cuộc nổi dậy của nông dân và mối quan tâm về những thối nát trong lòng hệ thống các tu viện. Nó cũng giới thiệu chủ nghĩa quốc gia như là một nhân tố mới vào thế giới trung cổ. Phong trào phục hưng nhân văn khuyến khích giới khoa bảng quan tâm đến quyền tự do dành cho học thuật. Những cuộc tranh luận sôi nổi được tiến hành tại các viện đại học bàn đến các vấn đề như bản chất của giáo hội, nguồn gốc và giới hạn của thẩm quyền dành cho Giáo hoàng, các công đồng và các vương hầu. Một trong những luận thuyết cấp tiến và gay gắt nhất đến từ John Wycliffe của Đại học Oxford, và sau đó là từ Jan Hus của Đại học Praha. Trong nội bộ Giáo hội Công giáo Rôma, cuộc tranh luận này bị khép lại bởi Công đồng Constance (1414-1418), xử tử Jan Hus và thiêu xác John Wycliffe như là kẻ dị giáo. Dù Công đồng Constance nỗ lực khẳng định và củng cố các khái niệm thời trung cổ về giáo hội và đế quốc, lại không thể giải quyết toàn diện các căng thẳng về ý thức quốc gia cũng như những phản kháng về thần học.

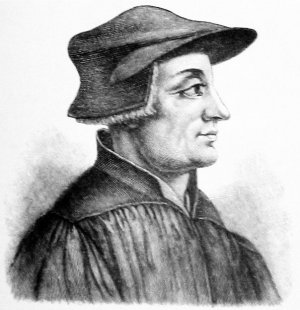
Huldrych Zwingli

Martin Luther, tu sĩ dòng Augustine và giáo sư tại Đại học Wittenberg, chỉ muốn kêu gọi mở ra các cuộc tranh luận về phép ân xá (indulgence). Truyền thuyết cho rằng Luther đã treo 95 luận đề của mình trên cửa nhà thờ lâu đài Wittenberg, nơi dành để treo các thông báo của viện đại học. Tuy nhiên, những phản đối của ông đã thổi bùng lên sự bất mãn âm ỉ từ lâu trong sự đè nén.
Xảy ra cùng lúc với những biến động lại Đức là một phong trào khởi phát tại Thuỵ Sĩ dưới sự lãnh đạo của Huldreich Zwingli. Vẫn tồn tại một số bất đồng giữa hai phong trào này dù họ chia sẻ với nhau một mục tiêu chung và đồng ý với nhau về hầu hết các vấn đề liên quan.

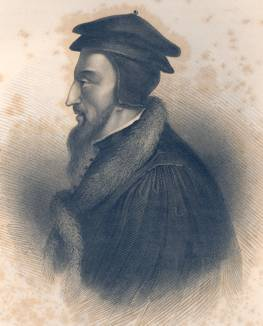
John Calvin

Sau khi Giáo hoàng quyết định trục xuất Luther và lên án cuộc cải cách, các tác phẩm của John Calvin tạo nên nhiều ảnh hưởng trong việc thiết lập một sự đồng thuận tương đối giữa các nhóm cải cách khác nhau tại Thuỵ Sĩ, Scotland, Hungary, Đức và những nơi khác. Việc Anh giáo tách rời khỏi La Mã dưới thời trị vì của Henry VIII, khởi đầu từ năm 1529 và hoàn tất vào năm 1536, đem Vương quốc Anh đồng hành với cuộc cải cách. Dù vậy, những thay đổi tại Anh được tiến hành dè dặt hơn các nơi khác ở Âu châu và người Anh chọn con đường trung dung giữa cựu giáo và tân giáo. (Ngày nay, về thần học, nhiều người Anh vẫn xem mình là Công giáo cải cách hơn là Kháng cách). Như thế phương Tây đã vĩnh viễn bị chia cắt thành hai phần: Giáo hội Công giáo Rôma và Kháng Cách.
Về học thuật, phong trào Kháng Cách – chịu ảnh hưởng thời kỳ phục hưng và được hậu thuẫn bởi những viện đại học ở Tây Âu – thu hút giới trí thức, chính trị gia, giới chuyên môn, thương gia và thợ thủ công. Kỹ thuật in ấn đang phát triển giúp quảng bá tư tưởng Kháng Cách, cũng như trợ giúp hữu hiệu cho việc ấn hành những bản dịch Kinh Thánh sang các ngôn ngữ địa phương. Các khái niệm về sự tự do của lương tâm và quyền tự do cá nhân, nảy sinh từ thời kỳ sơ khai của phong trào Kháng Cách, được định hình và phát triển qua một thời gian dài liên tục đối kháng với thẩm quyền của Giám mục thành Rôma và hệ thống tăng lữ của Giáo hội Công giáo. Dần dà, phong trào Kháng Cách vượt qua những giới hạn truyền thống, tập chú vào các vấn đề như lương tâm cá nhân, gieo mầm cho sự phát triển của tiến trình dân chủ hóa, và cho phong trào Khai sáng (Enlightenment), xảy ra trong các thế kỷ sau.

## Thần học căn bản
Có năm chữ La tinh có thể miêu tả niềm xác tín thần học của người Kháng cách, dù không phải tất cả trong số họ đều tin như vậy:
- Solus Christus (Duy Chúa Cơ Đốc): Chỉ có Chúa Cơ Đốc là đấng hoà giải giữa Thiên Chúa và con người (I Ti-mô-thê 2:5). Ngoài một mình Chúa Giê-xu ra, không có một ai khác có thể làm trung gian hòa giải hoặc cầu thay cho con người, kể cả Mẹ Maria, các sứ đồ và thánh đồ đã tử vì đạo.
- Sola Scriptura (Duy Thánh Kinh): Tín hữu Kháng Cách tin rằng truyền thống tông đồ chỉ có thể xuất phát từ các tông đồ là những người được chọn bởi chính Chúa Giê-xu Cơ Đốc, và như thế các truyền thống này chỉ có thể tìm thấy trong Kinh Thánh được viết bởi các tông đồ (I Cô-rinh-tô 11:2; Ga-la-ti 1:8; II Tê-sa-lô-ni-ca: 2:15), vì vậy Thánh kinh là thẩm quyền duy nhất cho lời giáo huấn của các tông đồ. Tín đồ Kháng Cách tin rằng chỉ có Kinh Thánh là chân truyền từ các tông đồ, hợp pháp và là chuẩn mực cho đức tin. Tín hữu Kháng Cách bác bỏ đức tin Công giáo cho rằng Giám mục thành La Mã (Giáo hoàng) là Tông đồ của Chúa Giê-xu và giáo huấn của Giáo hoàng có thẩm quyền tông đồ.
- Sola Fide (Duy đức tin): Trái với giáo lý Công giáo về công đức (Gia-cơ 2:24; I Cô-rinh-tô 13:2), về sự ăn năn và phép ân xá, sự cầu nguyện và lễ cầu siêu cho người chết, công đức của các thánh và của người tử đạo và về ngục luyện tội, tín đồ Kháng Cách tin rằng mọi tín hữu đều là thầy tế lễ, được hoà giải với Thiên Chúa chỉ bởi đức tin vào Chúa Giê-xu mà thôi (Rô-ma 3:28; Ê-phê-sô 2:8-9).
- Sola Gratia (Duy ân điển): Đối nghịch với giáo lý Công giáo cho rằng cả đức tin và công đức là cần thiết cho sự xưng công bình (Ê-phê-sô 2:8-9, Ga-la-ti 5:6), các nhà cải cách tin rằng sự cứu rỗi hoàn toàn là sự ban cho từ Thiên Chúa, vận hành bởi Chúa Thánh Linh, do sự cứu chuộc của Chúa Giê-xu, chứ không bởi công đức của tín hữu (Xem Năm Tín lý Duy nhất).
- Soli Deo Gloria (Duy Chúa được tôn cao): đối nghịch với niềm tin cho rằng con người sống để khẳng định cái tôi và thể hiện chính mình cho người khác xem thấy, các nhà cải chánh cho biết Kinh Thánh khẳng định rằng mục đích sống duy nhất mà Thiên Chúa ban cho con người, đó là để sống vì Thiên Chúa và tôn cao Thiên Chúa (Cô-lô-se 1:16; Ê-sai 43:6-7, 21; II Cô-rinh-tô 5:15).

## Những phong trào ảnh hưởng đến Kháng Cách

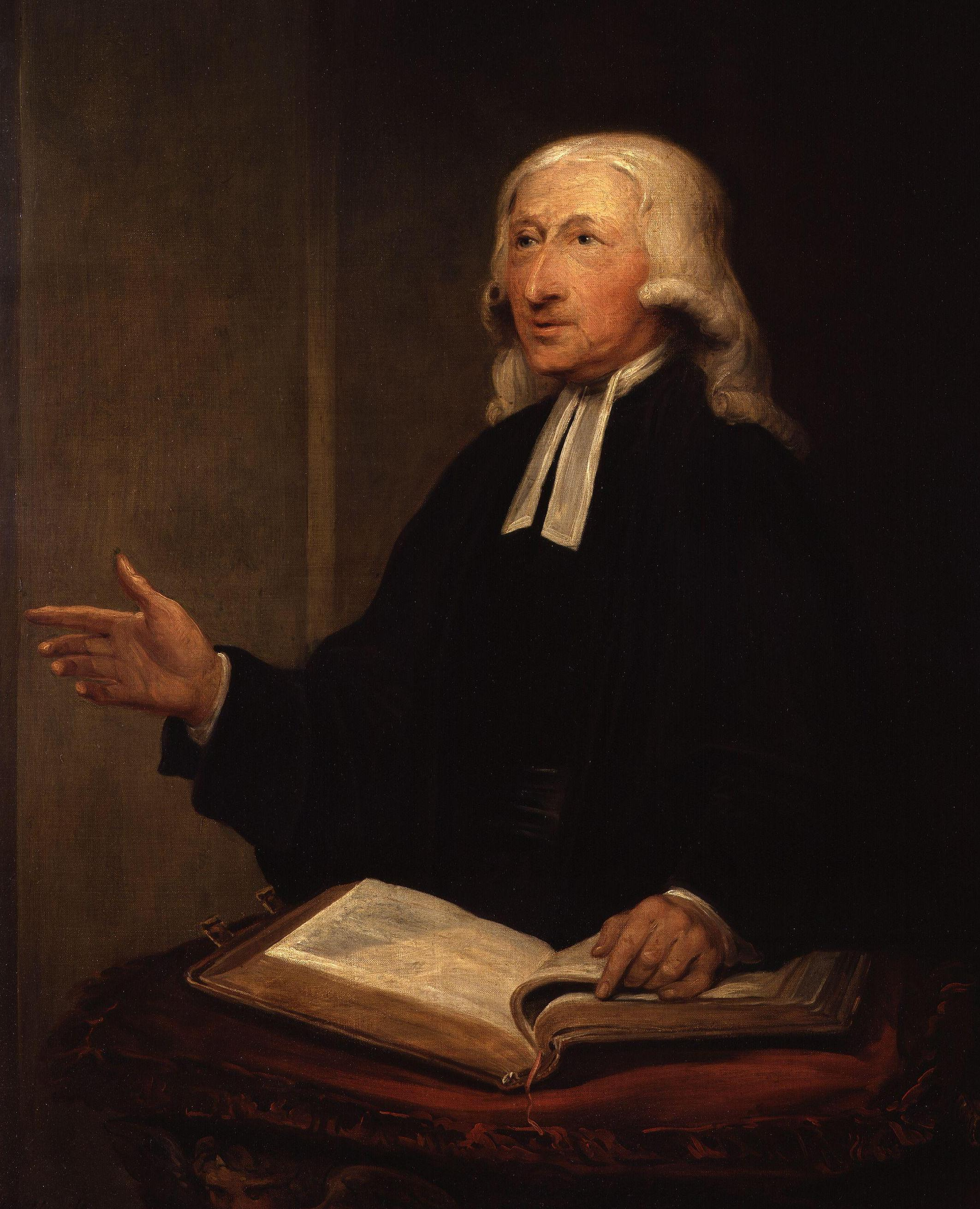
John Wesley

Người ta có thể xác định được khuynh hướng thần học của một tín hữu Kháng Cách nếu biết được người ấy chịu ảnh hưởng của phong trào nào tính từ cuộc cải cách tại Đức và Phong trào Thanh giáo (Puritan) tại Anh cho đến nay.

### Phong trào Giám lý
Phong trào Giám Lý (Methodist) bắt đầu vào thế kỷ 18, từ cuộc cải cách Thanh giáo tại Anh, chịu ảnh hưởng của Phong trào Sùng tín (Pietist) tại Đức, sau đó trở về Anh trong mô hình mới thông qua John Wesley và giáo hội Giám Lý cũng như các nhóm tôn giáo nhỏ khác như Quaker. Tích cực trong sống đạo, dấn thân trong công tác xã hội, sâu nhiệm trong kinh nghiệm thuộc linh là những đặc điểm của phong trào Giám Lý. Từ đây hình thành nên Phong trào Thánh khiết (holiness movement), tập chú vào trải nghiệm thánh hóa trong đời sống của tín hữu.

### Phong trào Tin Lành
Phong trào Tin Lành (Evangelicalism) khởi phát vào cuối thế kỷ 18, khi các cuộc phục hưng tôn giáo bùng phát trong các giáo phái khác nhau hình thành nên phong trào này. Tín đồ Tin Lành tập chú vào kinh nghiệm qui đạo, sự sùng tín của mỗi cá nhân, nghiên cứu Kinh Thánh và vấn đề đạo đức của xã hội, bao gồm tính tiết độ, các giá trị gia đình và sự bình đẳng. Họ bác bỏ chủ nghĩa hình thức trong thờ phụng, giáo nghi và thần học.

### Phong trào Ngũ Tuần
Phong trào Ngũ Tuần (Pentecostalism) khởi phát từ Hoa Kỳ vào đầu thế kỷ 20, bắt nguồn từ phong trào Thánh khiết. Phong trào này chú trọng vào việc tìm kiếm các ân tứ (gift) của Chúa Thánh Linh được chép trong Tân Ước. Khẳng định việc nói tiếng lạ là chứng cớ của "báp têm bởi Thánh Linh" đã trở nên đặc điểm của phong trào này. Họ cũng tập chú vào việc chữa bệnh bởi đức tin và thực hành các phép lạ. Dưới ảnh hưởng của phong trào này, nảy sinh hàng trăm giáo phái tại Hoa Kỳ. Cũng phát sinh từ đây Phong trào Ân tứ (charismatic movement).

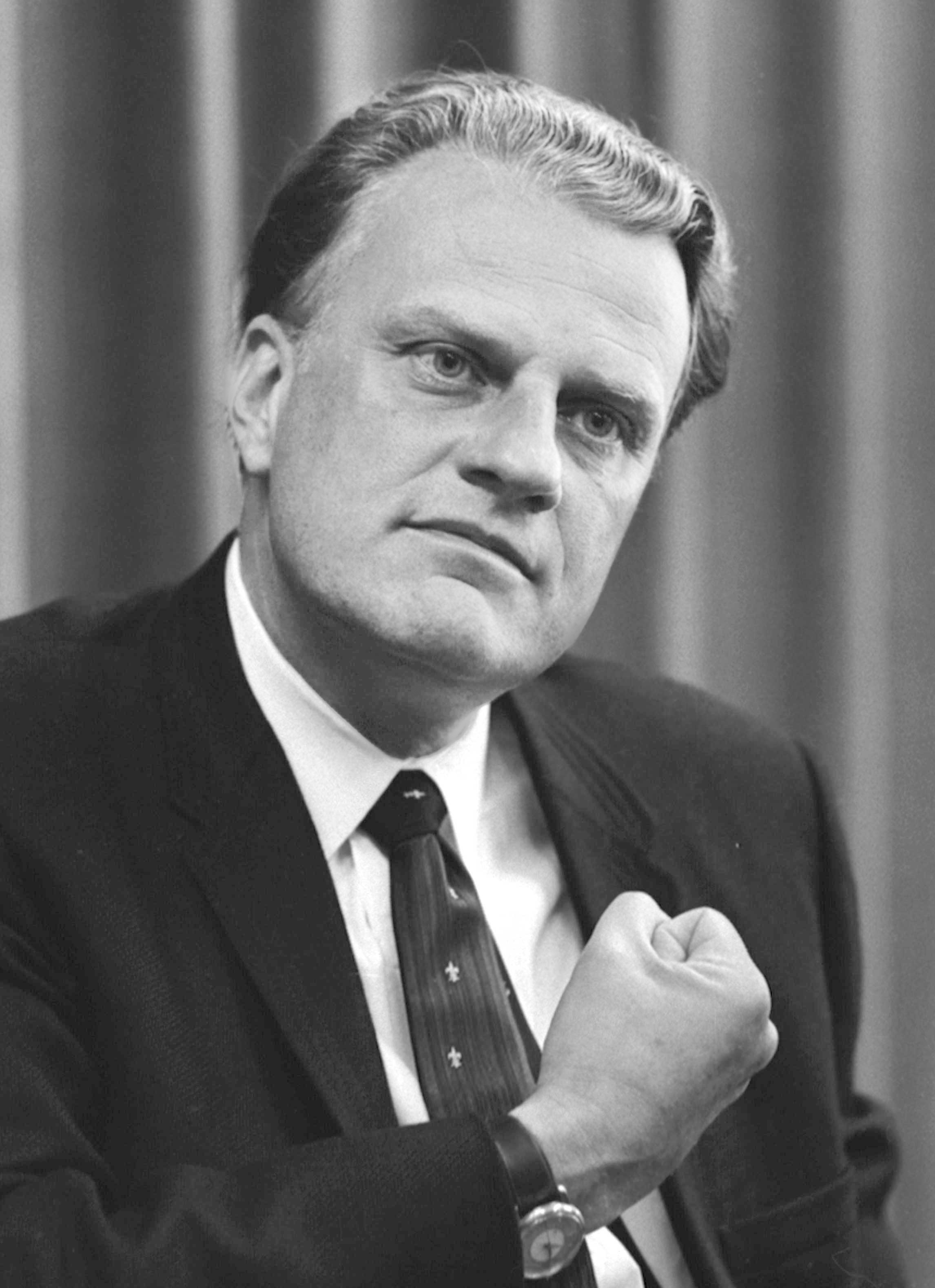
Billy Graham.

### Phong trào Tự do
Phong trào Tự do (Liberalism) nhằm giải thích Thánh Kinh theo cách mới sao cho thích hợp với nhân sinh quan đương thời, phong trào tạo nhiều ảnh hưởng trong các giáo hội truyền thống của cộng đồng Kháng cách, đặc biệt vào cuối thế kỷ 19 với Phong trào Tân phái (Modernist) và Phê bình Kinh Thánh.

### Phong trào Nền tảng
Phong trào Nền tảng (Fundamentalism) nhấn mạnh đến những điểm nền tảng của thần học Kháng Cách nhằm bác bỏ các quan điểm của phong trào Tự do, đặc biệt là phương pháp phê bình Kinh Thánh. Phong trào này bộc phát vào thế kỷ 20 chủ yếu tại Hoa Kỳ và Canada trong vòng các giáo phái thuộc phong trào Tin Lành. Họ đặc biệt nhấn mạnh vào thẩm quyền và tính trọn vẹn của Kinh Thánh.

### Phong trào Tin Lành Hiện đại
Phong trào Tin Lành Hiện đại (Neo-evangelicalism) bắt nguồn từ phong trào Nền tảng nhưng cố gắng làm giảm nhẹ các quan điểm cực đoan, cùng lúc bổ sung các khuynh hướng mới như hội nhập vào xã hội, dấn thân vào các công tác xã hội, phối hợp ở quy mô lớn công tác truyền bá Phúc âm, nâng cao học thuật biện giáo (apologetics).

## Các giáo phái Kháng Cách
Tín hữu Kháng Cách thường thích gọi các giáo hội của họ là giáo phái (denomination), ngụ ý rằng các giáo hội, trong cách nhìn của họ, chỉ là một phần trong toàn thể Hội thánh chung.
Trái với những gì người ta thường nghĩ về các nhà cải cách, khái niệm về hội thánh phổ quát, hoặc hội thánh chung (công giáo) không hề bị bác bỏ trong cộng đồng Kháng Cách. Ngược lại, sự hiệp nhất vô hình của hội thánh chung được các nhà cải cách xem là giáo lý quan trọng trong nền thần học Kháng Cách. Những nhà cải cách như Martin Luther, John Calvin, và Ulrich Zwingly tin rằng họ đang nỗ lực cải cách hội thánh chung đang đắm chìm trong dị giáo và thối nát, bác bỏ các cáo buộc cho rằng họ đang tách khỏi hội thánh chung, và bày tỏ niềm xác tín rằng họ đang cố đem hội thánh trở lại với các giáo huấn và các giá trị của hội thánh tiên khởi. Do đó, khái niệm về sự hiệp nhất của hội thánh chung vẫn được xem là yếu tố nền tảng trong các giáo hội thuộc cộng đồng Kháng Cách. 

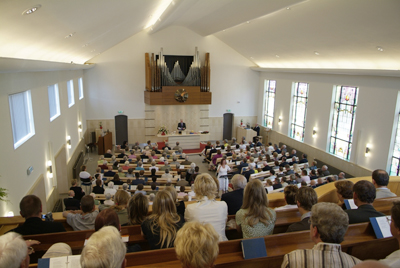
Lễ Thờ phượng trong một nhà thờ Kháng Cách tại Hà Lan.

Một trong những kết quả trực tiếp của cuộc Cải cách Tin Lành là sự hình thành các giáo hội cấp quốc gia. Song, trong quan điểm của các nhà cải cách, các giáo hội này cũng chỉ là một phần trong hội thánh chung. Như vậy, các giáo hội cải cách thuộc về hội thánh chung, lập nền trên Năm Tín lý Duy nhất, và bác bỏ thẩm quyền của Giáo hoàng.
Ít có sự khác biệt về thần học giữa các giáo phái, và các giáo phái được thành lập thường dựa trên các đặc thù về địa dư và bộ máy tổ chức, với sự tập chú đặc biệt vào sự hiệp nhất trong hội thánh vô hình – quy tụ những người được cứu bởi huyết của Chúa Giê-xu, vượt lên trên ranh giới của các tổ chức giáo hội "hữu hình" trên trần thế.
Phần lớn tín hữu Kháng Cách gia nhập vào một trong các cộng đồng Kháng Cách sau:
- Calvinist/ Cải cách/ Trưởng Lão
- Giáo hội Luther
- Baptist
- Giám Lý
- Anh giáo
- Ngũ Tuần

Nhiều phong trào đại kết ra đời trong nỗ lực liên kết và tái tổ chức các giáo hội Kháng Cách, nhưng chỉ có được những kết quả hạn chế. Hầu hết các giáo phái Kháng Cách đều đồng thuận với nhau về các giáo lý quan trọng cùng các giá trị căn cốt trong đức tin Cơ Đốc, và tôn trọng sự khác biệt trong quan điểm liên quan đến các vấn đề không quan trọng trong thần học, giáo nghi và tổ chức. Khó có được con số chính xác, nhưng ước tính hiện có khoảng "33 000 giáo phái hiện diện trên 238 quốc gia".
Có khoảng 593 triệu tín hữu Kháng Cách trên toàn thế giới, bao gồm 170 triệu tại Bắc Mỹ, 140 triệu tại Phi Châu, 120 triệu tại Âu Châu, 70 triệu tại châu Mỹ La tinh, 60 triệu tại Á Châu và 10 triệu tại Úc Châu. Như vậy cộng đồng Kháng Cách chiếm khoảng 27% tổng số gần 2 tỉ tín hữu Cơ Đốc giáo.

## Truyền giáo
Suốt gần 100 năm sau cuộc Cải cách Tin Lành, do bị vướng bận vào cuộc đấu tranh sinh tồn với Giáo hội Công giáo Rôma, cộng đồng Kháng Cách không mấy quan tâm đến công cuộc truyền giáo.
Song, trong các thế kỷ tiếp theo, ngày càng có nhiều nhà truyền giáo Kháng Cách được gởi đến nhiều xứ sở trên khắp thế giới để công bố thông điệp Cơ Đốc cho các dân tộc. Tại Bắc Mỹ, trong số các nhà truyền giáo tiếp xúc với người Mỹ bản địa có Jonathan Edwards, nhà thuyết giáo nổi tiếng của cuộc Đại Thức tỉnh, từ năm 1750, ông dành phần còn lại trong đời để chuyên tâm truyền giáo cho người dân bộ lạc Housatonic, và giúp họ chống lại sự bóc lột của người da trắng.

### Giáo hội Moravian
Giáo hội Moravian đặc biệt quan tâm đến công cuộc truyền giáo. Khi giáo hội chỉ quy tụ 300 tín hữu tại Herrnhut, họ đã cử người đi truyền giáo. Trong vòng 30 năm, giáo hội đã gởi hàng trăm giáo sĩ đến nhiều nơi trên thế giới như vùng Ca-ri-bê, Bắc Mỹ và Nam Mỹ, Bắc Cực, Phi châu, và vùng Viễn Đông. 

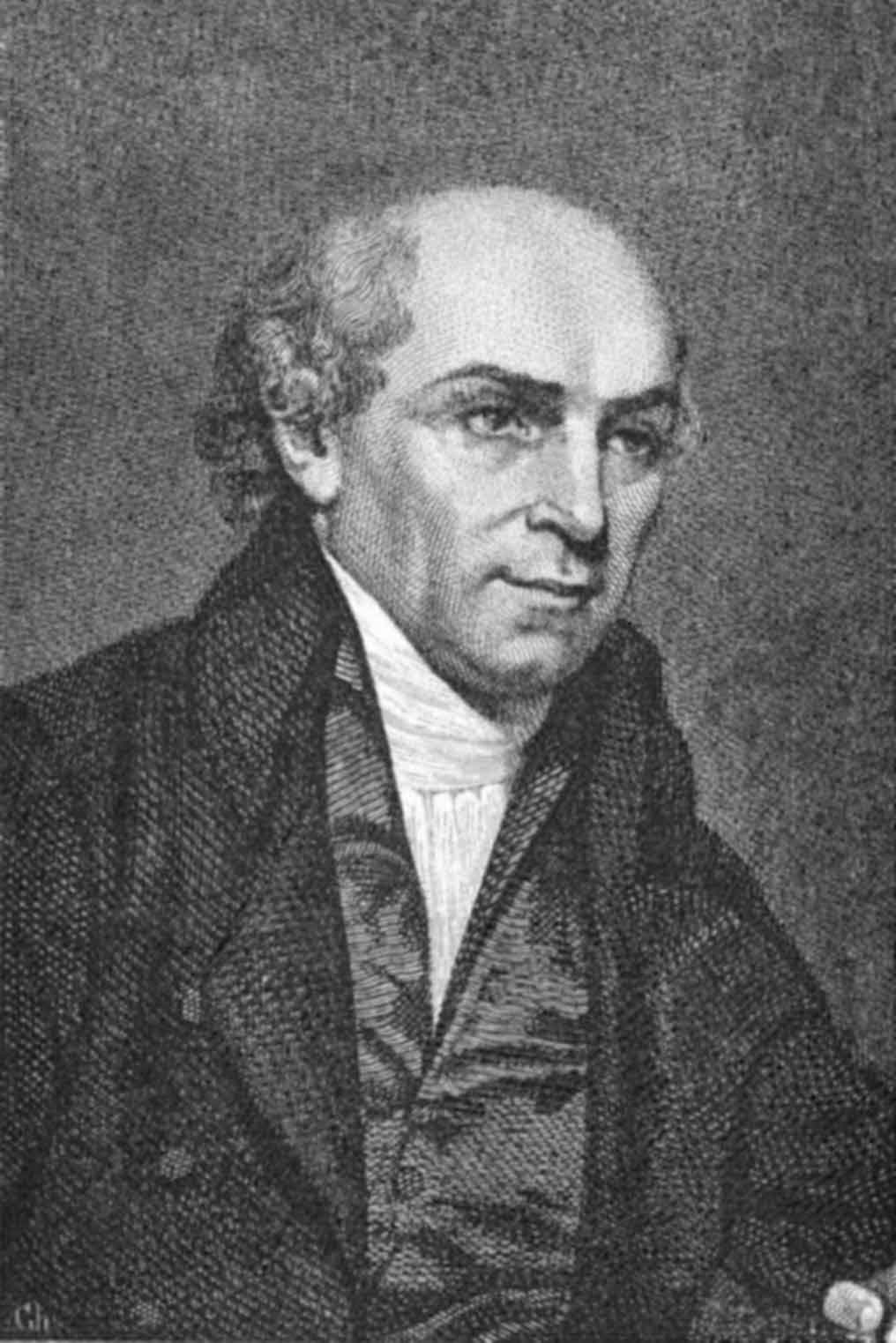
William Carey, người được xem là "Cha đẻ công cuộc truyền giáo đương đại".

Họ là giáo hội Kháng Cách đầu tiên thi hành mục vụ cho người nô lệ, cũng là những nhà truyền giáo Kháng Cách đầu tiên tìm đến những vùng đất mới để quảng bá thông điệp phúc âm. Từ năm 1732, đã có một cơ sở truyền giáo Moravian được thiết lập trên đảo St Thomas thuộc vùng Ca-ri-bê.

### William Carey
Tại Anh khoảng năm 1780, một người thợ đóng giày trẻ tuổi tên William Carey bắt đầu đọc một quyển sách của Jonathan Edwards viết về một mục sư đã quá cố, David Brainerd, người đã tận tụy giúp đỡ người da đỏ ở Bắc Mỹ bằng cách mở trường học và rao giảng phúc âm; Carey cũng bị thu hút bởi những chuyến du hành của James Cook khám phá quần đảo Polynesia. Từ đó, ông chú tâm đến trách nhiệm truyền giáo cho các dân tộc trên thế giới. Carey tự học tiếng Hi Lạp, Hebrew, Ý, Hà Lan, Pháp, và tìm đọc nhiều sách.
Năm 1792, Carey viết tiểu luận nổi tiếng Tra vấn về Bổn phận của Cơ Đốc nhân sử dụng mọi phương tiện để đem người khác đến với Đức tin Cơ Đốc. Không phải là một cuốn sách thần học khô khan, Carey sử dụng những dữ liệu địa lý và dân tộc học tốt nhất thời ấy để vẽ bản đồ và trình bày số lượng các dân tộc cần nghe Phúc âm, giúp khởi phát phong trào truyền giáo bùng nổ mạnh mẽ cho đến nay. Sau 34 năm hoạt động truyền giáo, năm 1834, Carey từ trần tại Serampore, Ấn Độ.

### Thomas Coke
Thomas Coke, Giám mục đầu tiên của Giáo hội Giám Lý Mỹ, được gọi là "Cha đẻ công cuộc truyền giáo Giám Lý". Sau một thời gian ở Mỹ để cùng Giám mục Francis Asbury gây dựng hội thánh còn non trẻ, Coke rời tân thế giới để hiến mình cho công cuộc truyền giáo ở Tây Ấn. Khi ở Mỹ, ông đã hoạt động tích cực để tìm kiếm sự hỗ trợ cho các cơ sở truyền giáo, đồng thời tuyển dụng thêm nhân lực.
Dù qua đời năm 1803 khi đang trên tàu đến Sri Lanka để mở cơ sở truyền giáo mới, di sản của ông để lại cho các tín hữu Giám Lý – lòng nhiệt huyết cho công cuộc truyền giáo - vẫn còn đến ngày nay.

### Hudson Taylor và Hội Truyền giáo Nội địa Trung Hoa
Làn sóng truyền giáo kế tiếp, khởi phát từ đầu thập niên 1850, chủ trương tiến sâu vào nội địa, với Hudson Taylor và Hội Truyền giáo Nội địa Trung Hoa. Năm 1883, Henry Grattan Guinness thành lập Đại học Cliff để đào tạo và cung ứng giáo sĩ cho hội truyền giáo.

Hội nghị Truyền giáo Thế giới năm 1910 tại Edinburgh, Scotland.

Taylor chủ trương hội nhập với người dân địa phương, ông mặc trang phục Trung Hoa và nói tiếng Hoa ngay cả khi ở nhà. Các tác phẩm, những bài diễn thuyết, và đời sống của Taylor là nhân tố giúp hình thành nhiều tổ chức truyền giáo, trong đó có Phong trào Sinh viên Tình nguyện (SVM). Từ năm 1850 đến 1950, phong trào này đã gởi đi gần 10 000 nhà truyền giáo, nhiều người trong số họ đã thiệt mạng do không hợp với thổ nhưỡng địa phương.

### Hội nghị Truyền giáo Edinburgh 1910
Năm 1910, Hội nghị Truyền giáo Edinburgh được tổ chức ở Scotland dưới quyền chủ tọa của John Mott (khôi nguyên giải Nobel Hòa bình năm 1946), nhà lãnh đạo tích cực của SVM và là một tín hữu Giám Lý. Hội nghị xem xét tình trạng truyền bá phúc âm, phiên dịch Kinh Thánh, vận động sự hỗ trợ của hội thánh, và huấn luyện giới lãnh đạo địa phương. Hội nghị không chỉ thiết lập cơ chế hợp tác liên giáo hội cho công cuộc truyền giáo mà còn lập nền cho phong trào đại kết tôn giáo.

### Hội Phiên dịch Kinh Thánh Wiclyffe
Năm 1935 chứng kiến sự ra đời của làn sóng truyền giáo khởi phát bởi hai nhà truyền giáo Cameron Townsend và Donald McGavran. Nhận thấy rằng dù đã tiếp cận nhiều khu vực địa lý khác nhau, vẫn còn nhiều nhóm dân tộc bị cô lập bởi lý do ngôn ngữ hoặc giai cấp, Cameron thành lập Hội Phiên dịch Kinh Thánh Wycliffe chuyên tâm phiên dịch Kinh Thánh ra các ngôn ngữ địa phương, còn McGavran tập chú vào nỗ lực xóa bỏ các rào cản văn hóa và giai cấp tại những xứ sở như Ấn Độ, đất nước này có 4 600 ngôn ngữ, dân chúng bị chia cắt bởi sự khác biệt trong ngôn ngữ, văn hóa, và giai cấp.
Một khía cạnh quan trọng trong chiến lược truyền giáo là chính người địa phương thiết kế phương pháp tiếp cận với đồng bào của họ. Tại châu Á, chiến lược này được khởi xướng bởi những nhân vật như Tiến sĩ G. D. James của Singapore, Mục sư Theodore Williams của Ấn Độ, và Tiến sĩ David Cho của Hàn Quốc.
Đi đôi với nỗ lực truyền tải thông điệp Cơ Đốc, các tổ chức truyền giáo thường cung ứng cho người dân địa phương các loại dịch vụ y tế và phúc lợi. Hàng ngàn trường học, trại mồ côi, và bệnh viện được thành lập bởi các cơ sở truyền giáo.

## Tin Lành tại Việt Nam

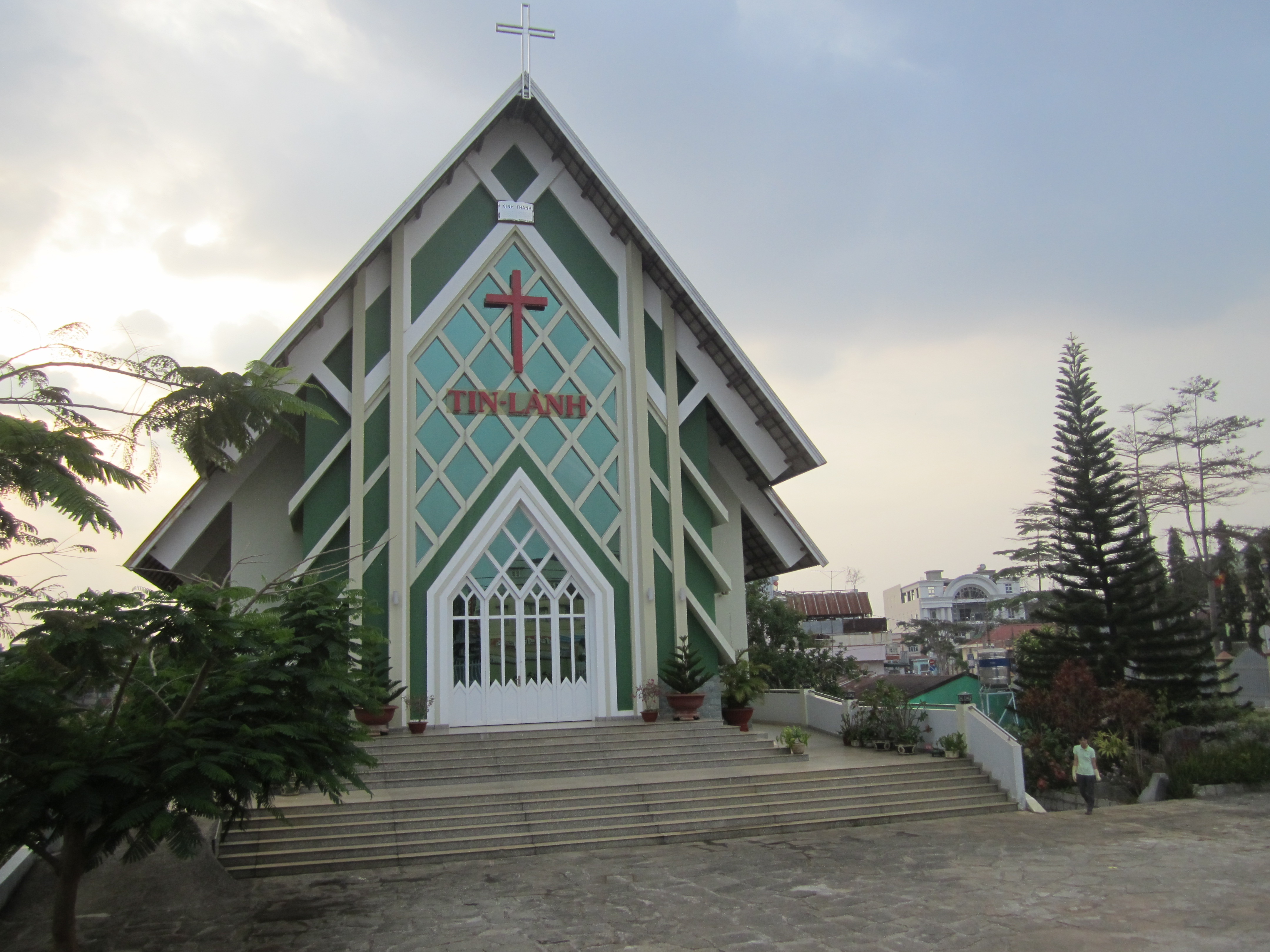
Nhà thờ Tin Lành Bảo Lộc.

Đức tin Kháng Cách được truyền bá tại Việt Nam từ cuối thế kỷ 19 do nỗ lực của các nhà truyền giáo thuộc Hội Truyền giáo Phúc âm Liên hiệp (Christian and Missionary Aliance; C&MA). Năm 1911 thường được kể là năm đánh dấu Kháng Cách đến Việt Nam. Hội thánh Tin Lành Việt Nam (The Evangelical Church of Vietnam) cho đến nay vẫn là giáo hội Kháng Cách lâu đời nhất và có số tín hữu đông nhất tại Việt Nam. Có lẽ vì lý do này thuật từ Tin Lành (Evangelical) thường được dùng như một từ đồng nghĩa với Kháng Cách (Protestant), mà tại Việt Nam, danh xưng Tin Lành thường được dùng để thay thế cho Kháng Cách. Tin Lành hay Phúc Âm có nghĩa là tin tức tốt lành theo cách gọi của các nhà truyền giáo đầu tiên của Kháng Cách tại Việt Nam.
Theo những ước tính khác nhau, có khoảng từ 1 triệu đến hơn 1,4 triệu tín hữu thuộc cộng đồng Kháng Cách tại Việt Nam, phần lớn tập trung ở miền Nam. Tin Lành được xem là một trong những tôn giáo phát triển nhanh nhất tại Việt Nam.

### Ủng hộ
- "Kinh Thánh Tin Lành Mỗi Ngày" Lưu trữ ngày 28 tháng 5 năm 2014 tại Wayback Machine Kinh Thánh Tin Lành Mỗi Ngày
- "Godislove.vn - Tin Lanh La Gi ?" Lưu trữ ngày 1 tháng 8 năm 2015 tại Wayback Machine Tin Lanh in Vietnam - Đạo Tin Lành là gì ?
- "Is Sola Scriptura a Protestant Concoction?" Lưu trữ ngày 18 tháng 6 năm 2006 tại Wayback Machine by Greg Bahnsen
- "Why Protestants Still Protest" Lưu trữ ngày 21 tháng 1 năm 2007 tại Wayback Machine by Peter J. Leithart from First Things

### Phê phán
- Catholic websites on sola scriptura Lưu trữ ngày 10 tháng 12 năm 2008 tại Wayback Machine
- "Protestantism" from the 1917 Catholic Encyclopedia
- "Why Only Catholicism Can Make Protestantism Work" Lưu trữ ngày 28 tháng 9 năm 2008 tại Wayback Machine by Mark Brumley

### Ảnh hưởng
- Vnchristian.com - Thư viện Tin lành tiếng Việt lớn nhất thế giới
- "Evangelism Explosion - Chứng Đạo Sâu Rộng" Lưu trữ ngày 27 tháng 12 năm 2008 tại Wayback Machine Ảnh Hưởng Với Người Việt Nam
- The Future of American Protestantism Lưu trữ ngày 15 tháng 4 năm 2012 tại Wayback Machine from Catalyst (United Methodist perspective)
- Protestantism - Christianity in View
- Hội Thanh niên Tin Lành Việt Nam tại Mỹ
- Hội Thánh Tin Lành Việt Nam tại Úc Châu Lưu trữ ngày 19 tháng 9 năm 2020 tại Wayback Machine
- Phát Thanh Tin Lành Hy Vọng từ Úc Châu Lưu trữ ngày 8 tháng 3 năm 2009 tại Wayback Machine
- Tin Lành cho người Việt
- Tin lành Việt Nam
- Lưu trữ ngày 29 tháng 5 năm 2010 tại Wayback Machine

|                                 |                                  |                                  |                                  |                                  |                                  |                                  |                                  |                                  |                                  |
|                                 |                                  |                                  |                                  |                                  |                                  |                                  | Anh giáo                         | Anh giáo                         | Anh Quốc, Mỹ Ănglê               |
| Cải cách Kháng nghị (thế kỷ 16) |                                  |                                  |                                  |                                  |                                  |                                  |                                  |                                  |                                  |
|                                 |                                  |                                  |                                  |                                  |                                  | Tin Lành                         | Tin Lành                         | Tin Lành                         | Bắc Âu, Tây Âu, Bắc Mỹ           |
|                                 |                                  |                                  |                                  |                                  |                                  |                                  |                                  |                                  |                                  |
|                                 |                                  |                                  | Công giáo Rôma                   | Công giáo Rôma                   | Công giáo Rôma                   | Công giáo Rôma                   | Công giáo Rôma                   | Công giáo Latinh                 | Nam Âu, Tây Âu, Mỹ Latinh        |
|                                 |                                  |                                  |                                  |                                  | hiệp thông                       |                                  |                                  |                                  |                                  |
| Kitô giáo sơ khởi               | Kitô giáo sơ khởi                | Kitô giáo sơ khởi                | Ly giáo Đông-Tây (1054)          | Ly giáo Đông-Tây (1054)          |                                  |                                  |                                  | Công giáo Đông phương            | Trung Đông, Đông Âu              |
| Công đồng Ephesus (431)         |                                  | Công đồng Chalcedon (451)        |                                  |                                  |                                  |                                  |                                  |                                  |                                  |
|                                 |                                  |                                  | Chính thống giáo Đông phương     | Chính thống giáo Đông phương     | Chính thống giáo Đông phương     | Chính thống giáo Đông phương     | Chính thống giáo Đông phương     | Chính thống giáo Đông phương     | Đông Âu, Cận Đông, Gruzia, Nga   |
|                                 |                                  |                                  |                                  |                                  |                                  |                                  |                                  |                                  |                                  |
|                                 |                                  | Chính thống giáo Cựu Đông phương | Chính thống giáo Cựu Đông phương | Chính thống giáo Cựu Đông phương | Chính thống giáo Cựu Đông phương | Chính thống giáo Cựu Đông phương | Chính thống giáo Cựu Đông phương | Chính thống giáo Cựu Đông phương | Armenia, Syria, Ai Cập, Ethiopia |
|                                 |                                  |                                  |                                  |                                  |                                  |                                  |                                  |                                  |                                  |
|                                 | Cảnh giáo (Giáo hội Phương Đông) | Cảnh giáo (Giáo hội Phương Đông) | Cảnh giáo (Giáo hội Phương Đông) | Cảnh giáo (Giáo hội Phương Đông) | Cảnh giáo (Giáo hội Phương Đông) | Cảnh giáo (Giáo hội Phương Đông) | Cảnh giáo (Giáo hội Phương Đông) | Cảnh giáo (Giáo hội Phương Đông) | Lưỡng Hà, Ba Tư                  |